# Право на имовину
Право на имовину или право на поседовање имовине (прим. власништво) често се класификује као људско право физичких лица у погледу њиховог власништва. Опште признавање права на приватну својину ређе се налази и обично је тешко ограничено ако имовину поседују правна лица (тј. корпорације) и где се имовина користи за производњу а не за потрошњу.
Право на имовину препознато је у члану 17. Универзалне декларације о људским правима, али није признато ни у Међународном споразуму о грађанским и политичким правима нити у Међународном пакту о економским, социјалним и културним правима. Европска конвенција о људским правима, у члану 1 Протокола 1, признаје право физичким и правним лицима на „мирно уживање свог власништва“, подложно „општем интересу или осигуравању плаћања пореза“. 